# 晋冀鲁豫1945年秋季战役
晋冀鲁豫1945年秋季战役，中共自称晋冀鲁豫军区反攻战役、晋冀鲁豫战略反攻，是中国抗日战争中在日本投降前夕发生的战役，并一直延续近两个月。除对日军作战外，同时也与国民党军队（主要是阎锡山部）有冲突。
1945年8月14日，晋冀鲁豫军区八路军向日军及伪军发动攻势，并与国民党阎锡山部交火。
此战八路军夺取县城180余座，缴获步马枪7万余支、轻重机枪1600余挺、各种炮70余门。